# Esperanto Radikala Asocio
La Esperanto Radikala Asocio (ERA, o Associazione Radicale Esperanto) è un'associazione senza scopo di lucro (ONLUS dal 1998) con personalità giuridica e costituente del Partito Radicale Transnazionale. Ha il suo centro di azione sui diritti linguistici, la democrazia linguistica e la giustizia linguistica, per la salvaguardia dell'ecosistema linguistico-culturale.
L'associazione si è costituita il 25 aprile 1987 a Roma, dove mantiene tuttora la propria sede principale, ad opera di un gruppo di militanti radicali (Giordano Falzoni, Paola Gozzi Gorini, Carla Faccioli e Giorgio Pagano) e dell'esperantista socialista Alberto Menabene. Si tratta della più antica associazione riconducibile alla galassia radicale oggi in attività.

## Scopi costitutivi e simboli
I presupposti sulla quale l'ERA ha poggiato la sua costituzione sono:
- Il transpartitismo e la transreligiosità dei membri
- L'affermazione dell'esperanto come lingua internazionale che rispetti la biodiversità linguistica e una vicinanza nel piano di dialogo interculturale
- I metodi di lotta in rapporto al raggiungimento dell'obiettivo sono legati alle metodologie della non violenza e del con-vincere, modalità tradizionalmente praticate dal movimento radicale in Italia e dal movimento non-violento nel mondo, a partire da Mahatma Gandhi.

I simboli dell'ERA sono un cuore bianco formato da due mani che si stringono in campo azzurro e la bandiera dell'Unione Europea con al centro della corona di stelle una uguale stella a cinque punte verde luminescente (mutuata dalla bandiera dell'esperanto).

### Statuto dell'associazione
Per frenare gli aspetti più sofisticatamente aggressivi dei nazionalismi e dell'attività discriminatoria di alcuni popoli su altri - anche in ambito internazionale – si rende necessaria l'affermazione di strumenti volti a garantire, da un lato, il rispetto e la difesa delle singole identità linguistiche e culturali e, dall'altro, il dialogo, la comprensione tra i popoli e le etnie nonostante le 5.600 lingue.
Strumenti che aiutino a contemperare gli interessi dei vari popoli, a costruire e mantenere la pace, a far crescere la democrazia.
Strumenti che concorrano alla non discriminazione tra popoli più forti che per ciò hanno lingue più ufficiali e internazionali di altre - e popoli più deboli - che tale situazione discriminante subiscono, non certo per inferiore qualità della loro lingua -.
In Europa e nel mondo la comunicazione linguistica transnazionale su un piano di democrazia e parità è urgenza del cittadino europeo, necessità della famiglia umana, diritto fondamentale della persona. Tali obiettivi sono perseguibili affermando il diritto a una lingua internazionale non etnica, che nell'attuale situazione storica si può ravvisare solo nella Lingvo Internacia di Ludwik Lejzer Zamenhof, detta Esperanto. È in tal modo che si riesce a concretizzare il diritto di ciascuno a comunicare con tutti paritariamente; si afferma il diritto di ciascuno all'alfabetizzazione anche transnazionale garantendo, di fatto, il diritto alla lingua e dando ai discenti uno strumento insostituibile per il migliore e più veloce apprendimento delle lingue straniere; si neutralizzano all'origine le discriminazioni linguistiche delle minoranze e della persona; si danno fondamenta di giustizia e democraticità all'unione culturale europea e mondiale.
Attuando ideali democratici e prassi nonviolente della cultura radicale, l'associazione persegue la democratica, federalista ed egualitaria integrazione linguistica e culturale in Europa e nel mondo, in difesa dell'ecosistema linguistico culturale; coordina politicamente e culturalmente le forze europeiste, esperantiste, mondialiste, federaliste, democratiche, ecologiste, culturali di qualsiasi genere e natura; promuove lo sviluppo della lingua (in particolare nelle sue qualità di Orientamento linguistico e di strumento di interculturalità democratica) e della cultura esperantiste in tutti i loro aspetti e presso tutte le sedi possibili: scolastiche ed universitarie - con particolare riguardo alla formazione e all'aggiornamento dei docenti come, anche, alla formazione professionale giovanile, ai gemellaggi transnazionali tra classi e scuole, all'interscambio studentesco transnazionale -, di partiti, politiche, istituzionali, culturali, etc.»
(Statuto della Esperanto Radikala Asocio)

## Sedi e struttura
La Esperanto Radikala Asocio, al momento (2014), presenta tre sedi:
- Via di Torre Argentina 76, 00186 Roma,  Italia
- 54 Rue du Pepin, B-1000 Bruxelles,  Belgio
- United Plaza, Suite 408, 10017 New York,  Stati Uniti

Gli organi statutari dell'associazione sono il Congresso, il Consiglio generale, i Punti di Riferimento, i Dipartimenti, la Presidenza d'Onore, il Presidente, il Segretario, il Tesoriere e il Collegio dei Revisori dei conti.

## Attività

### Presso le istituzioni
L'associazione si rende portavoce del problema della democrazia linguistica presso le istituzioni.
- Nel 1993, l'UNESCO approva il finanziamento del progetto Fundapax, gestito dall'associazione, volto alla pubblicazione del primo volume del corso di orientamento linguistico in esperanto.[1]
- Nel 1996, in occasione della Conferenza intergovernativa dell'Unione europea, ha pubblicamente auspicato durante un'audizione al Parlamento europeo l'introduzione dell'esperanto nella lista lingue ufficiali dell'Unione europea, segnalando un appello lanciato in collaborazione con il Partito Radicale e firmato da oltre quaranta europarlamentari.[2]
- Nel 1998, pubblica un libro-progetto su "I Costi della (non) comunicazione linguistica europea", con il sostegno dell'Unione europea, elaborato da un comitato coordinato dall'associazione e presieduto dal premio Nobel per l'Economia Reinhard Selten.[3]
- Nel 1999, organizza, sotto il patrocinio dell'UNESCO e gli auspici della Presidenza della Repubblica Italiana, un seminario politico presso il Parlamento Europeo di Bruxelles su "Il diritto alla lingua internazionale entro il 2020".[4]
- Nel 2004, l'UNESCO autorizza l'ERA a tradurre, pubblicare e distribuire in italiano, portoghese ed esperanto la seconda edizione dell'Atlante delle lingue in via di estinzione.[5]
- Nel 2007, l'ERA partecipa alla sesta sessione del "Forum permanente delle Nazioni Unite sulle questioni indigene" presso le Nazioni Unite a New York.[6]
- Dalla sua nascita, l'ERA partecipa a diverse Conferenze internazionali, tra cui quella della FAO e della Banca Mondiale su "La Comunicazione per lo Sviluppo" e la Conferenza di Bratislava, "Prospettive delle politiche linguistiche e dei diritti linguistici nell'Unione europea".
- Nel 2008 partecipa alla settima sessione del Forum Permanente delle Nazioni Unite sulle questioni indigene ed al Meeting di esperti linguistici dello stesso Forum.
- Nel 2009 l'ERA entra a far parte della Piattaforma delle Associazioni (FRP) collegate all'Agenzia Europea per i Diritti Fondamentali (FRA) con sede a Vienna. Iscrizione che viene confermata nel 2013. Nel 2010, 2012, 2013 e 2014 l'ERA partecipa attivamente alla riunione annuale del FRP, tenendo anche, una Conferenza nel 2012 sugli aspetti economici della discriminazione linguistica e nel 2014 sulla non violenza come strumento per rafforzare i diritti fondamentali.
- Nel 2010 l'ERA partecipa al V Internet Governance Forum dove preaderisce alla Rete Maaya per la promozione della diversità linguistica e del multilinguismo, preadesione successivamente ratificata nell'Assemblea Generale di Parigi nel 2015.

### Presso il grande pubblico
L'ERA promuove attivamente la diffusione della conoscenza del problema della democrazia linguistica presso il grande pubblico, attraverso manifestazioni di diverso tipo:
- Nel 2001, produce un cd-rom interattivo per l'apprendimento dell'esperanto che viene distribuito gratuitamente.[7]
- Nel 2003, collabora con Irene Bignardi per il capitolo sull'esperanto dell'opera "Piccole Utopie".[8]
- Domenica 22 febbraio 2009, in seguito alle intenzioni manifestate dal Ministro dell'istruzione, dell'università e della ricerca Mariastella Gelmini in merito al potenziamento dell'insegnamento della lingua inglese in Italia a scapito dell'insegnamento di una seconda lingua comunitaria, l'associazione ha indetto una manifestazione nazionale a Roma in nome della pari dignità delle lingue straniere. Alla manifestazione, vastamente ripresa dagli organi di stampa[9], hanno aderito la Flc-Cgil[10], il Cidi e altre associazioni quali l'Anils (insegnanti di lingue straniere). In seguito all'interesse della stampa, l'ERA ha inviato una lettera aperta al ministro Gelmini chiedendo provocatoriamente una moratoria contro la pena di morte stabilita per la seconda lingua comunitaria; hanno sottoscritto il documento l'Aispi, l'Anils (Associazione nazionale insegnanti lingue straniere), l'Anp (Associazione nazionale presidi), il Cidi (Centro iniziativa democratica insegnanti), il Cip (Comitati italiani precari), i Cobas, la Fis (Federazione italiana scuole), la Flc-Cgil e Scuola base.[11]
- Il 18 giugno 2011 il Tesoriere dell'ERA partecipa alla manifestazione "Touches pas à ma langue" organizzata a Parigi da alcune associazioni di difesa della lingua francese con un intervento dal palco sotto al Pantheon e partecipando alla marcia per le strade di Parigi.
- L'8 febbraio 2013 l'ERA organizza presso la Camera dei Deputati di Roma, in collaborazione con il deputato radicale Marco Beltrandi, la Conferenza su "L'internazionalizzazione della e nella lingua italiana" con i contributi e gli interventi, tra gli altri, di Dario Fo, Robert Philipson, Giovanni Fasanella, Paolo Grossi, Aron Luckacs, Umberto Croppi, Pino Caruso, Luciano De Crescenzo e con le conclusioni di Marco Pannella.
- Nel 2014 il Segretario dell'ERA, Giorgio Pagano, ha intrapreso un lungo sciopero della fame, sostando tutti i giorni sotto al Ministero della Pubblica Istruzione con una macchina recante le scritte di pubblicità dell'iniziativa, per chiedere al Ministro il ritiro del ricorso in Consiglio di Stato contro la decisione del TAR che annullava la delibera con cui il Politecnico di Milano aveva vietato l'uso della lingua italiana in tutti i corsi di laurea specialistica e Master.
- Nel 2015 l'ERA assieme al Partito Radicale Transnazionale Nonviolento e Transpartito ha lanciato la campagna alle Nazioni Unite per la "Lingua Comune della Specie Umana" incontrando a New York gli ambasciatori plenipotenziari di vari stati membri, per sensibilizzarli sull'iniziativa.